# 東京都立東高等学校
東京都立東高等学校（とうきょうとりつ ひがし こうとうがっこう）は、東京都江東区東砂七丁目に所在する都立高等学校。

## 沿革
- 1959年 定時制課程の東京都立浅草高等学校として開校。
- 1964年 墨田区横川橋に移転し、東京都立東高等学校と改称。
- 1965年 全日制設置。
- 1967年 学校群制度導入、深川と63群を組む。江東区南砂（すぐに現在の東砂に住居表示が変更）に移転。
- 1969年 東京メトロ東西線が西船橋駅まで延伸開通、最寄駅に当たる南砂町駅が開業。
- 1982年 グループ合同選抜制度導入。深川・城東・江戸川・小岩・小松川・葛西南・篠崎の各校と62グループを組む。
- 1987年 引揚子女のための海外帰国生徒学級が設置される。
- 1994年 単独選抜制度となる。
- 1997年 新校舎竣工。
- 2007年 定時制閉課。定時制は東京都立大江戸高等学校へ統合。
- 2011年 隔週土曜授業開始。

## 高校関係者と組織
- 同窓会 - 東志会

## 施設・設備
全館冷暖房設備完備。校内に、体育館とは別に座席数が268席の「しおさいホール」と呼ばれる多目的ホールがある。また、テニスコート6面(オムニコート4面ハードコート2面)、剣道場、弓道場、柔道場を持つ。

## 制服
- 冬服　男子；学ラン、女子；ブレザー
- 夏服　男子；ワイシャツ、女子；ブラウス

## 交通
- 東京メトロ東西線南砂町駅から徒歩10分
- 都営バス東砂四丁目から徒歩7分